# Diploglossus ingridae
Diploglossus ingridae là một loài thằn lằn trong họ Anguidae. Loài này được Werler & Campbell mô tả khoa học đầu tiên năm 2004.